# Aftenbladet
Aftenbladet var en norsk daglig tidning, grundad 1855 som en fortsättning av den äldre polemisk-satiriska veckotidningen "Krydseren" grundlagd av Ditmar Meidell 1849 och utgiven till utgången av 1854. Denna hade framträtt redan 1849 och var närmast utgången från en litterär krets, till vilken bland andra hörde Hartvig Marcus Lassen, Ole Richter och den unge geologen J.T. Rørdam, vilka alla var medarbetare i densamma. Huvudredaktör var Ditmar Meidell. Denne blev även, från 1855, Aftenbladets redaktör. Utom honom deltog även Ole Richter (januari 1856 till november 1859) och Bjørnstjerne Bjørnson (oktober 1859 till januari 1860) i redaktionen. Den sistnämndes verksamhet inföll samtidigt med den unionella striden om ståthållarskapets upphävande, i vilken han uppträdde med mycken skärpa. Samtidigt väckte han också genom sina artiklar om inländska förhållanden en sådan ovilja emot sig, att han mycket snart fann sig böra frånträda sin befattning med redaktionen. 
Tidningen hade ända från sin grundläggning ständigt ett liberalt program och kämpade för 1860-talets konstitutionella reformer i Norge, såsom årliga storting och statsrådens deltagande i Stortingets förhandlingar. Den var på samma gång nästan alltid mycket moderat. Därjämte ägnade den litteraturen stor uppmärksamhet och var tidtals Norges förnämsta organ för den litterära kritiken. 
Under årens lopp fick Aftenbladet emellertid många konkurrenter, och detta inverkade på dess ekonomiska ställning. Nyåret 1878 köptes tidningen av ett konsortium och gjordes till organ för en moderat högerpolitik. Den 15 oktober 1879 utgick Meidell ur redaktionen och efterträddes av Jørgen F. Sandberg, som dog redan i juli 1881, varefter tidningen nedlades vid årets slut.